# Gat Korat
El gat Korat (també anomenat si-sawaat o gat de la sort) és una raça de gat domèstic originària de Tailàndia.
El Korat és originari de la regió de Pimai de la província de Korat, a Tailàndia. Es descriu per primera vegada en el Smud Khoi, un llibre imprès al segle xiv, que es tradueix literalment "El Llibre de Poemes de Gats". Actualment el llibre es troba a la Biblioteca Nacional de Bangkok. L'any 1959 es va enviar el primer exemplar a Oregon, Estats Units i el 1966 és reconegut per la Cat Fanciers Association. El Korat ha estat criat a Tailàndia durant segles, però quan es va portar el primer exemplar a Amèrica, la seva criança es va intensificar. Certament es considera que els Korat amb pedigree descendeixen directament d'aquells criats a Tailàndia, i no els criats als Estats Units o a Europa.
El Korat és una raça completament natural, és a dir, no va intervenir l'acció humana en la seva criança. El seu cos és elegant i compacte, dissenyat per executar grans salts. El seu cap és petit i segons els estàndards forma un cor si s'uneix la seva punteguda barbeta i les seves arrodonides celles. Els seus ulls són grans i brillants, regularment de tons blaus o verds.
El color del seu pèl és d'un to blavós i platejat, encara que existeixen variacions. El seu pèl és curt i dens. El Korat pot patir una malaltia genètica anomenada gangliosidosis.

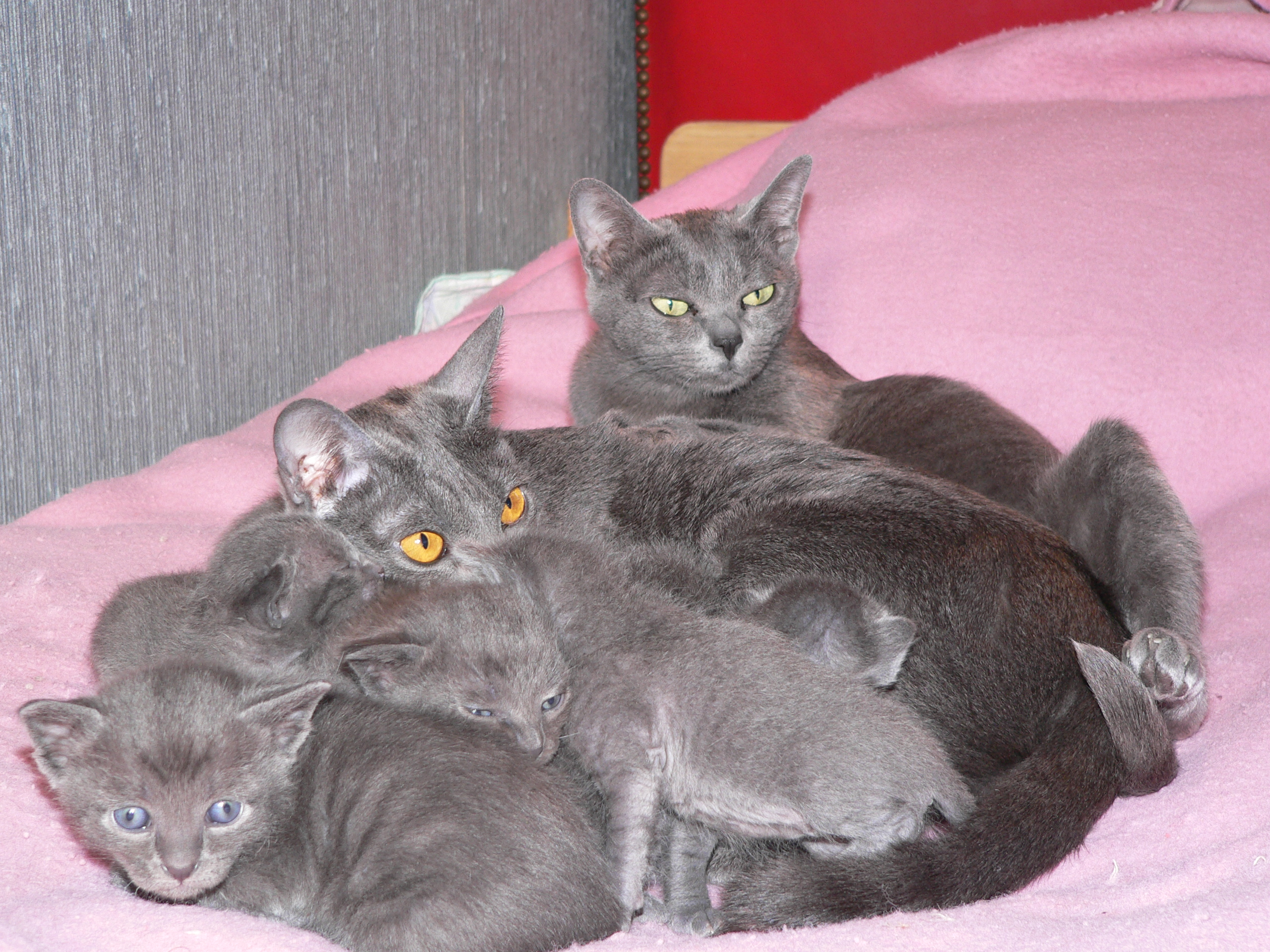
Família de korats

Els Korat solen ser afetuosos i socials. Són molt intel·ligents i els agrada estar envoltats de persones si creixen en un ambient domèstic. Són molt curiosos i juganers, normalment són actius perquè naturalment estan dissenyats per córrer, saltar i caçar. El seu sentit de l'olfacte està molt desenvolupat. El Korat, com la majoria dels gats, viu en ventrades.